# قطعنامه ۴۵ شورای امنیت
قطعنامه ۴۵ شورای امنیت سازمان ملل متحد که در تاریخ ۱۰ آوریل ۱۹۴۸ تصویب شد، سندی بین‌المللی دربارهٔ پذیرش اعضای جدید در سازمان ملل: میانمار است. این قطعنامه طی نشست ۲۷۹ام با ۱۰ موافق، ۰ مخالف و ۱ ممتنع تصویب شد.